# Theodor Kramer
Theodor Kramer (1 januari 1897 - 3 april 1958) was een Oostenrijkse dichter van Joodse afkomst. Verschillende van zijn gedichten zijn op muziek gezet.

## Biografie
Zijn vader was de dorpsdokter van Niederhollabrunn in de regio Weinviertel in Neder-Oostenrijk, ten tijde van het Oostenrijks-Hongaarse Rijk. Van zijn moeder is niet veel bekend.
Na het afronden van zijn middelbare school diende Kramer tot het einde van de oorlog als officier in het Oostenrijkse leger. Na de oorlog begon hij Germaanse filologie en bestuurskunde te studeren, maar stopte met zijn universitaire opleiding om te gaan werken als ambtenaar en later als boekhandelaar.
Vanaf 1931 verdiende hij zijn brood met schrijven. Zijn literaire productie, bijna uitsluitend poëzie, bracht hem veel succes en hij werd bekend in de Duitstalige wereld. Zijn lyrische maar onromantische poëzie ontleent zijn kracht en poëtische kwaliteit aan de weergave van buitenstaanders Kramer schreef gevoelige poëtische portretten van mensen en landschappen. Kramers oeuvre bestaat uit 10.000 werken, waarvan er vele ongepubliceerd blijven.
Zijn literaire invloeden waren Georg Trakl en Bertolt Brecht.
Na de Anschluss met nazi-Duitsland mocht Kramer als Joodse sociaaldemocraat niet werken in zijn eigen land vanwege de Neurenberg wetgevingen welke elke Joodse burger verplichtten zich te houden aan deze wetgevingen. In 1939 wist hij tegen alle verwachtingen in te emigreren naar het Verenigd Koninkrijk, eerst voor zijn vrouw en daarna voor zichzelf. Van 1940 tot 1941 zat hij gevangen als een "Vijandige vreemdeling", een titel gegeven aan burgers die een land hebben betreden waarbij het land van de burger in strijd mee is. In 1943 begon hij te werken als universiteitsbibliothecaris in Guildford. In 1946 nam hij het Britse staatsburgerschap aan en bleef tot 1957 functioneren in zijn beroep. Hij zat in het bestuursorgaan van de Oostenrijkse PEN-club, een vereniging van vervolgde schrijvers. Hij stond in nauw contact met andere leden van de club zoals Elias Canetti, Erich Fried . In de jaren vijftig trok hij zich geleidelijk terug uit het sociale contact en ging zijn gezondheid achteruit. In 1957 werd hij teruggeroepen naar Wenen, waar hij een pensioen ontving. Hij stierf in Wenen op 3 april 1958 en werd begraven op de Weense Centrale Begraafplaats (30B - 1- 2) in een eregraf (een graf dat werd gegeven aan bijzonder belangrijke burgers).
Rond het einde van de jaren 70 werden zijn werken nieuw leven in geblazen door de Duitse volksgroep Zupfgeigenhansel.
Zijn bekendste lied is het lied Andre, die das Land so sehr nicht liebten (andere die het land niet voor lief nemen). Dit lied gaat over de nasleep van het Derde Rijk en de transformatie van "Duitser" naar migrant. In het lied wordt gesproken over het verwijderen van zijn wortels door met een mes deze te doen verwijderen.

## Onderscheidingen
- 1958 Literaturpreis der Stadt Wien (een literatuurprijs uitgereikt door de stad Wenen)

De Theodor Kramerprijs van de Theodor Kramer Society wordt toegekend aan auteurs die schrijven verkerend in ballingschap of verzet.

## Boeken en of werken
Duitstalige werken.
- Gesammelte Gedichte in drei Bänden. Erwin Chvojka Ed. 3 vol. Paul Zsolnay Verlag, Wenen 2005.ISBN 3-552-04875-8
- Spätes loog. Gedichte. Erwin Chvojka Ed. Europaverlag, München 1996.ISBN 3-203-79255-9
- Lass nog steeds bei Dir mich liegen. . . Liefdesgedichten. Erwin Chvojka Ed. Paul Zsolnay Verlag, Wenen 2005.ISBN 3-552-05358-1
- Der alte Citerspieler. Portretten. Erwin Chvojka Ed. Club Niederösterreich, Wenen 1999.ISBN 3-85326-117-5
- Dus lange der Atem uns trägt. Gedichten. Theodor Kramer-Gesellschaft, Wenen 2004.ISBN 3-901602-19-4
- Herta Müller (red.): Die Wahrheit ist, man hat mir nichts getan. Gedichten. Paul Zsolnay, Wenen 1999.ISBN 3-552-04917-7

- Bibsys: 90361717
- Bibliothèque nationale de France: cb137524023 (data)
- Digitale Bibliotheek voor de Nederlandse Letteren: kram062
- Gemeinsame Normdatei: 118715461
- International Standard Name Identifier: 0000 0001 0906 1860
- Library of Congress Control Number: n85017922
- MusicBrainz: 825b2229-f8ec-4d09-97b6-4d633381d864
- Nationale Bibliotheek van Tsjechië: mzk2010613710
- Nationale Bibliotheek van Israël: 987007264135205171
- Nederlandse Thesaurus van Auteursnamen: 070787859
- SNAC: w60d3k6t
- Système universitaire de documentation: 028491327
- Trove: 1041427
- Virtual International Authority File: 59264766
- WorldCat: E39PBJdMhRxyMCByW8rfhB3PcP